# Arturo Molina Gutiérrez
Arturo Molina Gutiérrez (Oaxaca, Mèxic, 1964) és un científic, investigador i acadèmic mexicà.
És fill del metge Dr. Arturo Molina Sosa; va estudiar en Monterrey, Mèxic on va rebre el títol d'enginyer en sistemes computacionals i un mestratge en ciències de la computació per l'Institut Tecnològic i d'Estudis Superiors de Monterrey, té un doctorat en mecànica de la Universitat de Tecnologia i Economia de Budapest (1992) i un altre doctorat en Sistemes de Fabricació de la Universitat de Loughborough a Anglaterra (1995). És un professor y vicepresident de Recerca, Estudis de Postgrau i Educació Contínua en Institut Tecnològic i d'Estudis Superiors de Monterrey.
Arturo Molina va néixer a Oaxaca, Oaxaca en 1964, és fill del metge Dr. Arturo Molina Sosa; va estudiar en Monterrey, Mèxic on va rebre el títol d'enginyer en sistemes computacionals i un mestratge en ciències de la computació per l'Institut Tecnològic i d'Estudis Superiors de Monterrey, té un doctorat en mecànica de la Universitat de Tecnologia i Economia de Budapest (1992) i un altre doctorat en Sistemes de Fabricació de la Universitat de Loughborough a Anglaterra (1995). És un professor y vicepresident de Recerca, Estudis de Postgrau i Educació Contínua en Institut Tecnològic i d'Estudis Superiors de Monterrey.
Arturo Molina és professor del Doctorat en Ciències d'Enginyeria de l'Institut Tecnològic i d'Estudis Superiors de Monterrey. Va ser professor convidat i investigador en enginyeria mecànica en la Universitat de Califòrnia, Berkeley, patrocinat per la UC MEXUS CONACYT 2003 a 2004. Des de 2013 manté un curs dins de la plataforma Coursera on imparteix la matèria de "Desenvolupament ràpid de productes innovadors per a mercats emergents" a més de 55,000 alumnes de més de 118 països.
Les seves àrees de recerca inclouen enginyeria concurrent, models d'informació per al disseny i la fabricació, el modelatge de la tecnologia i integració en la fabricació i les tecnologies per a l'enginyeria col·laborativa.
Va participar en el projecte marc 6 a Europa amb la creació d'ECOLEAD - European Collaborative networked Organizations LEADership. i en l'actualitat està treballant en el projecte de Marc 7 a Europa relacionades amb la personalització massiva sostenible. També està involucrat en el projecte CREATIVA PIME a Perú per donar suport a les petites i mitjanes empreses finançades pel programa IBM Shared University Research (SUD) i el ICT-BUS de la Interamericana Banc de Desenvolupament.
Molina ha treballat com a consultor del Banc Mundial i del Banc Interamericano de Desenvolupament. És membre de la United Nations Information and Communication Technologies Task Force, i part de la Federació Internacional d'Automatització i Control. Molina també ha format part dels comitès editorials de la revista The Annals of Review of Control, organitzacions virtuals i el International Journal of Computer Integrated Manufacturing. En 2012, va ser orador en el Senat mexicà en temes d'energia. Des de 2014 és part del Consell d'Aprofitament Energètic de l'estat de Nou León situat en el nord de Mèxic.
Ha començat tres empreses basades en la tecnològica IECOS- Integration Engineering and Construction Systems, SMES- Soluctions for Manufacturing Enterprise Systems i ALBIOMAR.

## Reconeixements
El treball de Molina ha estat reconegut amb afiliació nivell II en el Sistema Nacional d'Investigadors a Mèxic.
- En 1999 va obtenir Premi Rómulo Garza, en la categoria de publicacions.
- En 1999 va obtenir el Premi ARIS, per la seva recerca a l'àrea de "Modelación Empresarial".
- En 2004 va obtenir el Premi IBM Sud Grant per la seva recerca PIME Creativa.
- En 2012 va ser condecorat pel Govern d'Hongria amb el “Award of the Order of Merit of the Republic of Hungary"
- En 2015 va obtenir el Premi Rómulo Garza, amb el Reconeixement per Articles Científics en Revistes d'Alt Factor d'Impacte, amb el text “Collaborative networked organizations– Concepts and practice in manufacturing enterprises” amb Nathalíe María Galeano Sánchez.,[6][7]

## Afiliacions
- És membre de l'Acadèmia Mexicana de Ciències
- És membre de l'Acadèmia d'Enginyeria de Mèxic.
- És membre de la International Federation of Information Processing
- És membre de la International Federation of Automation and Control
- És membre del Working Group on Enterprise Integration Architectures
- És membre del Working Group on Cooperation Infrastructure for Virtual Enterprise and Electronic Business.
- És membre del Comitè Editorial de la revista: International Journal of Mechanical Production Systems Engineering, ENIM, France;
- És membre del Comitè Editorial de la revista: International Journal of Computer Integrated Manufacturing, IJCIM, Anglaterra;
- És membre del Comitè Editorial de la revista: International Journal of Networking and Virtual Organizations, Anglaterra
- És membre del Comitè Editorial de la revista: IFAC Reviews of Control, Estats Units.,[8]

## Perspectiva tecnològica
Per a Arturo Molina Gutiérrez el desenvolupament tecnològic ha d'adequar-se a les necessitats de cada país. L'enfocament de la recerca científica ha de resoldre una problemàtica mitjançant l'ús dels coneixements teòrics i pràctics. Els recursos humans i materials han de ser identificades a cada país pels investigadors, ell presenta que els investigadors mexicans han de ser part de la identificació de les àrees prioritàries dels països.

## Llibres
- Hiram Ponce-Espinosa, Pedro Ponce-Cruz, Arturo Molina. (2014). Redes Artificiales Orgánicas de Inteligencia Artificial basado en Redes de carbono, Estudios en Inteligencia Computacional, Volumen 521, 2014, ISBN 978-3-319-02471-4 (Impreso) 978-3-319-02472-1 (En linea)
- Ponce, P. y Molina, A. (2011). “Fundamentos de LabVIEW”, Alfaomega, ISBN 978-607-707-303-1 [In English: “Fundamentals of LabVIEW”].
- Molina, A.; Aguirre, J.M. and Sanchez, D. (2008). “Perspectivas de Desarrollo Regional a través de Tecnología – Opciones para los Estados Mexicanos”, ISBN 978-607-501-091-5.
- Riba, C. y Molina, A. (2006). “Ingeniería Concurrente – Una Metodología Integradora”, Ediciones UPC, 314p., 1a. Edición, España. ISBN 978-84-8301-899-6. [En anglès: “Concurrent Engineering – A Integration Methodology].
- Molina, A.; Sanchez J.M. and Kusiak, A. (1999). “Handbook of Life Cycle Engineering: Concepts, Models and Technologies”, Kluwer Academic Press, USA, p. 640